# Le Franciste
Le Franciste (sous-titré Organe officiel du Francisme) est une revue collaborationniste française, organe du Parti franciste (Paris, 1re année, no  1, 11 novembre 1933 - 12e année, no  337, 12 août 1944). À partir de juin 1943, le périodique porte en tête « Édition de Paris ».

## Titres liés
En français
- Le Franciste, édition de Marseille, publié de décembre 1941 à juin 1944

En allemand
- Le Franciste (Auflage für Elsass und Lothringen), publié de 1934 à 1935
- Le Franciste (Deutsche Ausgabe), publié de 1935 à 1938

## Source
- Pierre Philippe Lambert et Gérard Le Marec, Partis et mouvements de la Collaboration, Paris, Éditions Grancher, 1993, 258 p..